# Konyaspor
Konyaspor Kulübü – turecki klub piłkarski z siedzibą w mieście Konya.

## Historia
Został założony w 1922. W latach 1990–1992 trenerem zespołu był Franciszek Smuda. Występował w rozgrywkach Tureckiej Superligi. W sezonie 2010/2011 klub zanotował spadek do 1. Lig.
Największym sukcesem klubowym w rodzimej lidze było 3 miejsce w sezonie 2015/2016. W następnym sezonie 2016/2017 zespół zdobył Puchar Turcji wygrywając z İstanbul Başakşehir (0-0 i 4-1 po rzutach karnych).

## Sukcesy
- TFF 1. Lig
  - mistrzostwo (2): 1987/1988, 2002/2003
- TFF 2. Lig
  - mistrzostwo (1): 1970/1971
- Puchar Turcji
  - zwycięstwo (1): 2016/2017
- Superpuchar Turcji
  - zwycięstwo (1): 2017

## Europejskie puchary
Legenda do wszystkich tabel:
- Q – runda eliminacyjna, 1/16, 1/8, 1/4, 1/2 – odpowiednia faza rozgrywek, Grupa – runda grupowa, 1r gr – pierwsza runda grupowa, 2r gr – druga runda grupowa, F – finał, R – runda, PO – play-off
- k. – rzuty karne, los. – losowanie, Dogr. – dogrywka, w. – zasada bramek strzelonych na wyjeździe

| Sezon   | Rozgrywki               | Runda   | Klub               | Dom | Wyjazd | Ogólnie    |
| ------- | ----------------------- | ------- | ------------------ | --- | ------ | ---------- |
| 2016/17 | Liga Europy             | Grupa H | Szachtar Donieck   | 0–1 | 0–4    | 4. miejsce |
| 2016/17 | Liga Europy             | Grupa H | SC Braga           | 1–1 | 1–3    | 4. miejsce |
| 2016/17 | Liga Europy             | Grupa H | KAA Gent           | 0–1 | 0–2    | 4. miejsce |
| 2017/18 | Liga Europy             | Grupa I | Olympique Marsylia | 1–1 | 0–1    | 3. miejsce |
| 2017/18 | Liga Europy             | Grupa I | Vitória SC         | 2–1 | 1–1    | 3. miejsce |
| 2017/18 | Liga Europy             | Grupa I | Red Bull Salzburg  | 0–2 | 0–0    | 3. miejsce |
| 2022/23 | Liga Konferencji Europy | 2Q      | BATE Borysów       | 2–0 | 3–0    | 5–0        |
| 2022/23 | Liga Konferencji Europy | 3Q      | FC Vaduz           | 2–4 | 1–1    | 3–5        |

## Skład na sezon 2017/2018
| Nr | Poz. | Piłkarz             |
| -- | ---- | ------------------- |
| 1  | BR   | Serkan Kirintili    |
| 2  | OB   | Volkan Fındıklı     |
| 3  | OB   | Eren Albayrak       |
| 4  | OB   | Ali Turan           |
| 5  | OB   | Selim Ay            |
| 6  | PO   | Jens Jønsson        |
| 7  | PO   | Ömer Ali Şahiner    |
| 9  | NA   | Samuel Eto’o        |
| 10 | PO   | Lebogang Manyama    |
| 11 | PO   | Deni Milošević      |
| 12 | NA   | Abdou Razack Traoré |
| 14 | NA   | Volkan Şen          |
| 15 | BR   | Emrullah Şalk       |

| Nr | Poz. | Piłkarz                               |
| -- | ---- | ------------------------------------- |
| 17 | PO   | Orkan Çınar (wypożyczony z Beşiktaşu) |
| 18 | PO   | Amir Hadžiahmetović                   |
| 19 | OB   | Wilfred Moke                          |
| 20 | PO   | Vedat Bora                            |
| 21 | NA   | Moryké Fofana                         |
| 35 | BR   | Patrik Carlgren                       |
| 42 | OB   | Petar Filipović                       |
| 53 | PO   | Musa Araz                             |
| 60 | NA   | Mustapha Yatabaré                     |
| 68 | PO   | Mehdi Bourabia                        |
| 87 | OB   | Ferhat Öztorun                        |
| 88 | NA   | Adis Jahović                          |
| 89 | OB   | Nejc Skubic                           |